# Château de la Cour (Vautorte)
Pour les articles homonymes, voir Château de la Cour.
Le Château de la Cour est un château français, situé à Vautorte, dans le département de la Mayenne et la région des Pays de la Loire. Il est situé à 2 kilomètres au Sud-Est du bourg, à la lisière Ouest de la Forêt de Mayenne.

## Désignation
- Habergement, domaine, terre et appartenances de Vautorte, 1408 (Titres de Daviet).
- La Court de Vautorte, les bois et chapelle et les fossés d'icelle, 1453 (Titres de la Cour).
- Manerium, vulgo dictum la Cheze, cum circuitu et porprisio, 1510 (Archives nationales, X/1a. 48, f. 234).
- La terre, domaine, fief et seigneurie de Vaultorte, maison, chapelle, 1558 (Titres de la Cour).
- Le chasteau et court de Vautorte, les logis et pavillons, avec la chapelle, 1619 (Titres de la Cour).
- La cour de Vautorte, comté, manoir et chapelle fondée (Hubert Jaillot).
- La Cour de Vautorte, château et village, allée vers le bourg (Carte de Cassini).
- La Cour et le Pont de la Cour (Carte d'État-Major). .

## Historique
Le logis, transformé à diverses époques et modernisé, n'est plus désormais qu'une maison bourgeoise. Le fief n'avait que justice foncière, mais jouissait de la seigneurie de paroisse. Elle fut érigée en comté au profit de François Cazet de Vautorte, en 1653.
Le domaine relevait moitié de la châtellenie d'Ernée, moitié de Daviet. Le 26 mai 1790, une bande de 200 émeutiers de Placé, conduite par les bûcherons de la Forêt de Mayenne, pilla les greniers du château, emportant cent demeaux de blé et trois cents de sarrasin. Les paroissiens de Vautorte vinrent prêter mainforte au régisseur ; il y eut bataille en règle. Le bois du Buisson (60 arpents), pillé lors de la Révolution française, faisait partie du domaine, séquestré en l'an III sur M. Bailly de Fresnay, père d'émigré. Aimée de l'Escalopier, femme de M. de Bailly, avait cependant obtenu le 8 janvier 1793 levée du séquestre, prouvant que son mari n'était pas émigré.

## Chapelle
La chapelle est mentionnée dès le XVe siècle. Hubert Jaillot l'indique comme fondée parce que le bénéfice de la Froissière (Bonchamp-lès-Laval) y avait été transféré en 1651.

## Sources et bibliographie
- « Château de la Cour (Vautorte) », dans Alphonse-Victor Angot et Ferdinand Gaugain, Dictionnaire historique, topographique et biographique de la Mayenne, Laval, A. Goupil, 1900-1910 [détail des éditions] (BNF 34106789, présentation en ligne)